# دار يمامة
دار يمامة وتُعرف أيضًا باسم دار اليمامة مقر وديوان أمير الكويت السادس عشر نواف الأحمد الجابر الصباح، يقع القصر في منطقة الصّدِّيق في محافظة حولي في الكويت. سُمِّيت الدار نسبة إلى والدة الأمير، الشيخة اليمامة حرم أمير الكويت العاشر أحمد الجابر الصباح.